# François Cottereau
Pour les articles homonymes, voir Cottereau.
François Cottereau, né le 19 mai 1760 à Saint-Ouën-des-Toits (Mayenne), et mort en 1794, est, avec ses frères — Pierre, Jean et René — un des chefs de l'insurrection contre-révolutionnaire et royaliste qui s'est développée en Mayenne en 1793. François a surtout joué le rôle d'émissaire entre les Royalistes du Maine et ceux de la Bretagne.

## Origine
Frère de Jean Chouan, il est le fils de Pierre Cottereau dit Chouan (19 janvier 1732 à Olivet - 16 septembre 1778 à Saint-Ouen-des-Toits), bûcheron, et de Jeanne Moyné (28 novembre 1735 à Saint-Ouen-des-Toits - 13 décembre 1793 au Mans), son épouse. Il hérita du surnom du Grand Chevau.

## Avertissement
Une grande partie des biographies sur Jean Chouan repose sur l'ouvrage de Jacques Duchemin des Cépeaux, œuvre rédigée en 1825, à la demande de Charles X, œuvre partisane et comportant de nombreuses affirmations, parfois non-fondées. L'histoire de Jean Chouan comporte donc une grande part de légende.

## Avant la Révolution française
Il est avec ses frères et ses sœurs dans la fermette des Poiriers à Saint-Ouën-des-Toits. Son père meurt en 1778 laissant son métier à l'aîné, les trois autres devinrent contrebandiers en sel pour survivre.
Il pratique le faux-saunage avec ses frères Jean et René. C'est ainsi qu'ils connaissent avec d'autres les recoins de la forêt de la région, ce qui leur permit plus tard d'échapper aux Bleus (soldats républicains) de façon assez efficace.

## Chouannerie
Il est sous-lieutenant de la garde nationale de Saint-Ouën en 1790, et fut aussi en relation comme son frère avec Jean-Louis Gavard, et le marquis de la Rouairie qui organisaient en Bretagne la conjuration qui a donné directement naissance à la Chouannerie. François devint dès lors l'un des agents les plus actifs de la coalition. Il est reconnu par l'administration avec son frère comme le chef de la coalition.
Au mois de juillet 1793, il eut le bras brisé par une balle de son fusil, sur lequel il s'appuyait imprudemment. On perquisitionna au village de Saint-Roch  à Changé, où il se faisait soigner, mais sans le saisir.
François et René Cottereau, avec quatre des leurs : La Rose, L'Espérance, Le Chasseur, et Sans-Peur voulurent passer dans la Vendée près de Varades et prirent part à un combat qui se livre le 29 août 1793 à La Rouxière. En octobre 1793, non encore guéri, il rejoint l’armée des Vendéens à Laval (24 octobre 1793). Il participe à la virée de Galerne jusqu’à la sanglante défaite du Mans, le 13 décembre 1793. 
Il se replie alors en raison des perquisitions incessantes dans sa forêt de Misedon, où il  meurt faute de soins dans les premiers jours de février 1794. François avait joué surtout le rôle d'émissaire entre les Royalistes du Maine et ceux de la Bretagne.
Sa famille connaît un sort tragique : son frère meurt en 1794, un autre est guillotiné, ainsi que ses deux sœurs. Seul survécut René Cottereau, qui reçoit des Bourbons une pension de 400 francs et mourut en 1846.